# Herrnwinden
Herrnwinden ist ein Gemeindeteil der Großen Kreisstadt Rothenburg ob der Tauber im Landkreis Ansbach (Mittelfranken, Bayern). Herrnwinden liegt in der Gemarkung Bettenfeld.

## Geografie
Etwa 300 Meter südlich des Dorfes fließt der Wethbach vorbei, der von links der oberen Tauber zuläuft. Der Ort ist ringsum von Acker- und Grünland umgeben. Die Staatsstraße 1040 führt nach Hausen am Bach (6 km südlich) bzw. zur Staatsstraße 2419 (2,2 km nordöstlich).

## Geschichte
Aus der Ortsnamensendung –winden kann man schließen, dass der Ort zu den Wendensiedlungen zählt, die im Mittelalter von den Obrigkeiten in größerer Zahl planmäßig angelegt wurden.
Im 16-Punkte-Bericht des brandenburg-ansbachischen Oberamts Colmberg aus dem Jahr 1681 hatte in Herrnwinden eine Untertansfamilie das Kastenamt Colmberg als Grundherrn. Die übrigen Anwesen unterstanden dem Kastenamt Insingen und der Reichsstadt Rothenburg. Das Hochgericht übte die Reichsstadt Rothenburg aus.
1800 gab es in Herrnwinden acht Untertansfamilien, von denen fünf der Reichsstadt Rothenburg und drei Ansbach untertan waren. Mit dem Gemeindeedikt (frühes 19. Jahrhundert) wurde der Ort dem Steuerdistrikt Lohr und der Ruralgemeinde Bettenfeld zugeordnet. Am 1. Mai 1978 wurde Herrnwinden im Zuge der Gebietsreform in Bayern nach Rothenburg eingegliedert.

## Einwohnerentwicklung
| Jahr      | 001818 | 001840 | 001861 | 001871 | 001885 | 001900 | 001925 | 001950 | 001961 | 001970 | 001987 |
| Einwohner | 86     | 90     | 88     | 82     | 78     | 91     | 85     | 97     | 56     | 59     | 55     |
| Häuser    | 14     | 14     |        |        | 13     | 14     | 14     | 14     | 13     |        | 13     |
| Quelle    | [ 9 ]  | [ 10 ] | [ 11 ] | [ 12 ] | [ 13 ] | [ 14 ] | [ 15 ] | [ 16 ] | [ 17 ] | [ 18 ] | [ 1 ]  |

## Religion
Der Ort ist seit der Reformation evangelisch-lutherisch geprägt und bis heute nach St. Wendel und Hl. Kreuz (Bettenfeld) gepfarrt. Die Einwohner römisch-katholischer Konfession sind nach St. Laurentius (Gebsattel) gepfarrt.